# Piper subpubibracteum
Piper subpubibracteum är en pepparväxtart som beskrevs av C. Dc.. Piper subpubibracteum ingår i släktet Piper och familjen pepparväxter. Inga underarter finns listade i Catalogue of Life.